# Fiesta de San Jorge (Palestina)
La Fiesta de San Jorge, también llamado al-Khader, es una de las fiestas palestinas que conmemora a San Jorge, conocido en árabe palestino como Mar Jeries o al-Khader. 
La fiesta es celebrada cada año el día 5 de mayo. A pesar de que es originalmente una fiesta cristiana local, ambas comunidades palestinas participan, cristiana y musulmana. La fiesta se celebra en el pueblo palestino de al-Khader, justo al sur de Belén. La fiesta también se celebra entre la diáspora palestina en Hispanoamérica.

## Orígenes
El folclore palestino sugiere que la fiesta tiene su origen en la época bizantina de Palestina. Según el folclore, 

"La fiesta vino y los hombres jóvenes estuvieron juntos haciendo su jura. Uno dijo, ' daré una cabra,' otro ' daré una oveja.' Entonces Jeries (Jirjis), el hijo de una viuda, deseó ofrecerle algo. Tenía solo una vaca. Entonces dijo, ' sacrificaré una vaca,' y fue y mató la vaca."

En el anochecer su madre lo llamó y dijo, '¿Dónde está la vaca?' Dijo, 'se lo di a Al-Khader. (San Jorge)' Su madre le dijo, ' has cortado nuestras vidas. No me dejes volver a ver tu cara otra vez.' Aquella noche, el hombre joven tuvo una visión. Un hombre con el cabello blanco le apareció y le  dijo, 'No tengas miedo, soy Al Khader: irás a Constantinopla al palacio del rey. Solo una vez cada día me pedirás una bendición.' ...

## Tradiciones religiosas

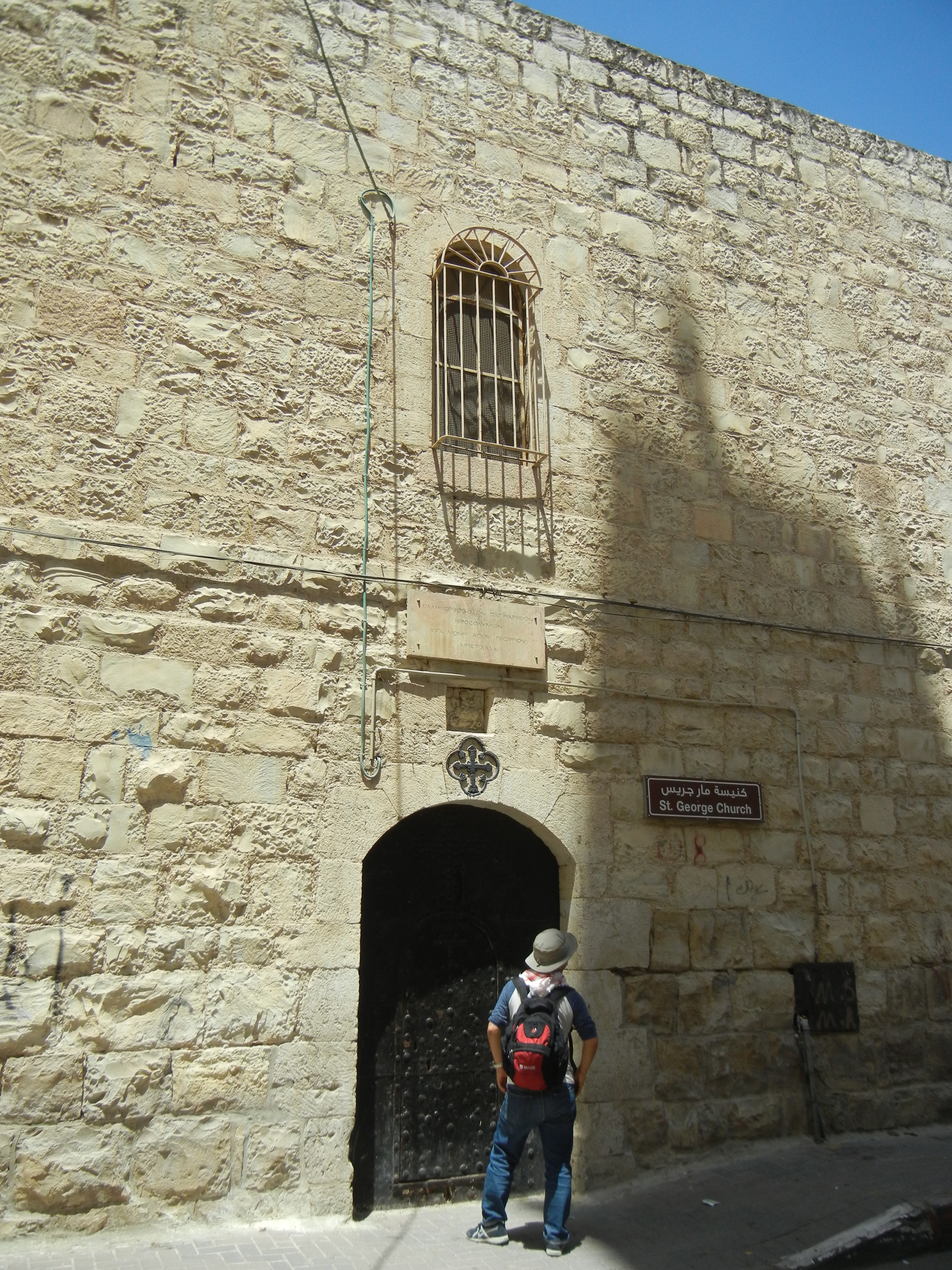
Iglesia de San Jorge en Al-Khader

### Cristianas
En el pasado, la fiesta atraía a árabes de distintas partes de Palestina para visitar el Monasterio de San Jorge. Los visitantes se reunían alrededor del monasterio bajo los olivos e intercambiaban barras de pan y hacían sacrificios que jurarían que cumplirían.
La misma tradición continúa hoy en día. Muchos de los peregrinos cristianos vienen a bautizar a sus hijos, debido a la abundancia de historias sobre las propiedades de curación de San Jorge. Aunque el sacerdote acepta carne como un regalo, la tradición cristiana del monasterio no sacrifica animales. En la mañana del 6 mayo, los cristianos palestinos de Beit Jala, Belén, Beit Sahour y otras partes de Palestina marchan en una procesión hacia el monasterio.

### Islámicas
Tradicionalmente, los musulmanes protegían la entrada de la iglesia y daban la bienvenida a los peregrinos. Como los cristianos, los musulmanes también sacrificaban ovejas para la fiesta y las ofrendas eran almacenadas en un corral de ovejas en el jardín del monasterio de Al-Khader. 
En el islam, se ofrecen dos tipos de sacrificios: El primero es el dhabihah, el cual requiere que un-tercerio del cordero sea consumido por su dueño, mientras que los dos-los tercios restantes serían dados a Alá como una caridad. La segunda ofrenda es de un animal vivo, legado como regalo a San Jorge.
Rastros de estos sacrificios son evidentes hoy en día en la forma de los escondrijos de cordero que se han quedado en los balaustres para secar.